# Tanystylum haswelli
Tanystylum haswelli là một loài nhện biển trong họ Ammotheidae. Loài này thuộc chi Tanystylum. Tanystylum haswelli được miêu tả khoa học năm 1990 bởi Child.